# Laura Philipp (Schauspielerin)
Laura Philipp (* 2000 in Karlsruhe) ist eine deutsche Schauspielerin.

## Leben und Wirken
Laura Philipp besuchte die Sportschule Otto-Hahn-Gymnasium Karlsruhe.
Neben anderen Sportarten spielte sie drei Jahre in der badischen Auswahl Fußball und nahm mit ihrer Mannschaft zwischen 2012 und 2015 an mehreren deutschen und süddeutschen Meisterschaften teil.
Seit ihrem dreizehnten Lebensjahr steht sie als Model vor der Kamera. 2015 spielte sie in einem ersten Kurzfilm, der an der Filmakademie Ludwigsburg gedreht wurde und drehte im selben Jahr ihren ersten Werbespot für einen Fernsehsender.
Von 2017 bis 2019 spielte sie die durchgehende Ensemble-Hauptrolle der „Rebecca Beier“ in der ZDF-Serie Dr. Klein an der Seite von u. a. Christine Urspruch, Manou Lubowski und Marion Kracht. Im April 2019 drehte sie eine Hauptrolle in der Episode „Zweite Freiheit“ in der ZDF-Reihe Team Alpin (Regie: Josh Broecker). Sie spielte das junge Düsseldorfer Teenagermädchen Selina, das gemeinsam mit ihren beiden besten Freundinnen Urlaub in der Alpinschule verbringt. Außerdem spielte sie 2020 eine Episodenhauptrolle in der 11. Staffel der ZDF-Krimiserie SOKO Stuttgart (Folge: „Gift“) als tatverdächtige Umweltaktivistin Steffi Meistersinger.

## Filmografie
- 2015: The Beast (Kurzfilm)
- 2017–2019: Dr. Klein (Fernsehserie)
- 2019: Team Alpin: Zweite Freiheit (Fernsehreihe)
- 2020: SOKO Stuttgart: Gift (Fernsehserie, eine Folge)
- 2021: Notruf Hafenkante: Kleine Hafenrundfahrt (Fernsehserie, eine Folge)
- 2021: Blutige Anfänger: Lieferstatus: tot; Bruderkrieg (Fernsehserie, zwei Folgen)